# كأس العرب للسيدات 2021
كأس العرب للسيدات 2021 هي البطولة الثانية من كأس العرب للسيدات للمنتخبات الوطنية لكرة القدم النسائية التي يشرف عليها الاتحاد العربي لكرة القدم. واستضافت مصر البطولة في الفترة من 24 أغسطس إلى 6 سبتمبر 2021.   وخسرت مصر المضيفة أمام الفائزين النهائيين الأردن في الدور نصف النهائي. فاز الأردن على تونس 1-0 في النهائي.

## الفرق المشاركة
| دولة        | الكونفدرالية    | المشاركات السابقة في البطولة |
| ----------- | --------------- | ---------------------------- |
| الجزائر     | كاف             | 1 ( 2006 )                   |
| مصر (hosts) | كاف             | 1 ( 2006 )                   |
| الأردن      | الاتحاد الآسيوي | 0 (لاول مرة)                 |
| لبنان       | الاتحاد الآسيوي | 1 ( 2006 )                   |
| فلسطين      | الاتحاد الآسيوي | 1 ( 2006 )                   |
| السودان     | كاف             | 0 (لاول مرة)                 |
| تونس        | كاف             | 1 ( 2006 )                   |

يشير الخط العريض إلى بطل ذلك العام. يشير الخط المائل إلى البلد المضيف.

### لم يشارك
- البحرين
- جزر القمر
- جيبوتي
- العراق
- الكويت
- ليبيا
- موريتانيا
- المغرب
- عمان
- قطر
- السعودية
- الصومال
- سوريا
- الإمارات العربية المتحدة
- اليمن

## الملاعب
| كأس العرب للسيدات 2021 (مصر) | القاهرة              | القاهرة       | القاهرة           |
| كأس العرب للسيدات 2021 (مصر) | ملعب المقاولون العرب | ستاد الشرطة   | ملعب الدفاع الجوي |
| كأس العرب للسيدات 2021 (مصر) | السعة: 35,000        | السعة: 12,000 | السعة: 1,000      |
| كأس العرب للسيدات 2021 (مصر) |                      |               |                   |

بسبب جائحة كوفيد -19 في مصر، أقيمت جميع المباريات دون جمهور.

## الحكام
| حكام الساحة - لمياء عثمان (الجزائر) - شاهندة سعد المغربي (مصر) - حنين مراد (الأردن) - دموع البقار (لبنان) - بشرى كربوبي (المغرب) - درصاف الجنواتي (تونس) - خلود الزعابي (الإمارات) | الحكام المساعدين - يارا عاطف (مصر) - منى عطاالله (مصر) - صابرين العبادي (الأردن) - بيريسا ناصر (لبنان) - فاتيحة الجرموني (المغرب) - هبة سعدية (فلسطين) - ربى زرقا (سوريا) - هدى عفين (تونس) - أمل جمال باظفري (الإمارات) |

## مرحلة المجموعات
| معايير كسر التعادل للعب الجماعي |
| --- |
| وتم ترتيب الفرق في كل مجموعة على أساس المعايير التالية: 1. عدد النقاط التي تم الحصول عليها في المباريات بين الفرق المشاركة 2. فارق الأهداف في المباريات بين الفرق المشاركة 3. الأهداف المسجلة في المباريات بين الفرق المشاركة 4. الأهداف المسجلة خارج الأرض في المباريات بين الفرق المشاركة 5. فارق الأهداف في جميع المباريات 6. الأهداف المسجلة في جميع المباريات 7. رسم القرعة |

### المجموعة الاولى
| ترتيب | الفريق  | لعب | ف | ت | خ | له | عليه | فرق | نقاط | التأهل                    |
| ----- | ------- | --- | - | - | - | -- | ---- | --- | ---- | ------------------------- |
| 1     | مصر (H) | 3   | 2 | 1 | 0 | 16 | 2    | +14 | 7    | Advance to knockout stage |
| 2     | تونس    | 3   | 1 | 2 | 0 | 14 | 3    | +11 | 5    | Advance to knockout stage |
| 3     | لبنان   | 3   | 1 | 1 | 1 | 5  | 5    | 0   | 4    |                           |
| 4     | السودان | 3   | 0 | 0 | 3 | 2  | 27   | −25 | 0    |                           |

| مصر                                                                 | 10–0  | السودان |
| ------------------------------------------------------------------- | ----- | ------- |
| - Gomaa - Ghazi - Tarek - Salem - El Zayat - سامية آدم - Elmitwalli | تقرير |         |

| تونس | 0–0   | لبنان |
| ---- | ----- | ----- |
|      | تقرير |       |

| السودان       | 1–12  | تونس                                                                      |
| ------------- | ----- | ------------------------------------------------------------------------- |
| - Abdelmoneim | تقرير | - Jeddi - Mchara - Ouni - Maknoun - Masoud - Jemaii - Aboud - احلام حطاب ‏ |

| لبنان | 0–4   | مصر                                                        |
| ----- | ----- | ---------------------------------------------------------- |
|       | تقرير | - Elmitwalli 20' - Nadda 40' - Abu Al Joud 66' - Ghazi 84' |

| مصر              | 2–2   | تونس                     |
| ---------------- | ----- | ------------------------ |
| - Ghazi 44'، 53' | تقرير | - Jeddi 48' - اللوزي 73' |

| لبنان                                         | 5–1   | السودان     |
| --------------------------------------------- | ----- | ----------- |
| - الكاستي 3'، 19' - معلوف 6' - صالحة 26'، 44' | تقرير | - Ragab 50' |

### المجموعة الثانية
| ترتيب | الفريق  | لعب | ف | ت | خ | له | عليه | فرق | نقاط | التأهل                    |
| ----- | ------- | --- | - | - | - | -- | ---- | --- | ---- | ------------------------- |
| 1     | الجزائر | 2   | 2 | 0 | 0 | 7  | 2    | +5  | 6    | Advance to knockout stage |
| 2     | الأردن  | 2   | 1 | 0 | 1 | 5  | 4    | +1  | 3    | Advance to knockout stage |
| 3     | فلسطين  | 2   | 0 | 0 | 2 | 2  | 8    | −6  | 0    |                           |

| الأردن      | 1–3   | الجزائر                                   |
| ----------- | ----- | ----------------------------------------- |
| - جبارة 45' | تقرير | - بوهاني 34' - رمضاني 65' - كنزة حجار 71' |

| الجزائر                              | 4–1   | فلسطين          |
| ------------------------------------ | ----- | --------------- |
| - بنعيشوش 24'، 58'، 86' - بوهاني 80' | تقرير | - Abedrabbo 57' |

| فلسطين          | 1–4   | الأردن                                       |
| --------------- | ----- | -------------------------------------------- |
| - Abedrabbo 17' | تقرير | - جبارة 1'، 56' - المجالي 45+2' - المصري 46' |

## مرحلة خروج المغلوب
في مرحلة خروج المغلوب، تم استخدام الوقت الإضافي وركلات الترجيح لتحديد الفائز إذا لزم الأمر.

### الرسم
|  | نصف النهائي         | نصف النهائي |                     |       | النهائي | النهائي |
|  |                     |             |                     |       |         |         |
|  | 3 September—القاهرة |             |                     |       |         |         |
|  |                     |             |                     |       |         |         |
|  | مصر                 | 2           |                     |       |         |         |
|  | مصر                 | 2           | 6 September—القاهرة |       |         |         |
|  | الأردن              | 5           |                     |       |         |         |
|  | الأردن              | 5           | الأردن              | 1     |         |         |
|  | 3 September—القاهرة |             | الأردن              | 1     |         |         |
|  |                     | تونس        | 0                   |       |         |         |
|  | الجزائر             | تونس        | 0                   | 2 (3) |         |         |
|  | الجزائر             |             |                     | 2 (3) |         |         |
|  | تونس (ج.)           | 2 (4)       |                     |       |         |         |
|  | تونس (ج.)           | 2 (4)       |                     |       |         |         |

### نصف النهائي
| مصر                           | 2–5 | الأردن                                         |
| ----------------------------- | --- | ---------------------------------------------- |
| - Essam 42' - El-Metwally 67' |     | - جبارة 37'، 46' - جبرين 38' - فريج 45+4'، 78' |

| الجزائر                                                        | 2–2 | تونس                                          |
| -------------------------------------------------------------- | --- | --------------------------------------------- |
| - مروش 45+1' - بوهاني 66'                                      |     | - عيادي 6' - اللوزي 46'                       |
| ركلات الترجيح                                                  |     |                                               |
| - Kendouci - كلثوم عربي عودة - Ouadah - Hamidèche - فريال ضاوي | 3–4 | - اللوزي - Ouni - ياسمين الجميعي - غادة عيادي |

### النهائي
| الأردن      | 1–0   | تونس |
| ----------- | ----- | ---- |
| - جبارة 85' | تقرير |      |

## الإحصائيات

### الهدافين
عدد الأهداف المُسجلة  63 هدفًا  في 12 مباراة، بمتوسط 5.25 هدفًا في المباراة الواحدة.
7 أهداف
- ناديا غازي

6 أهداف
- ميساء جبارة

3 أهداف
- رحمة بنعيشوش
- نعيمة بوهاني
- سلوى المتولي
- Eya Jeddi
- Imen Mchara

هدفان
- روزبهان فريج
- ديما الكاستي
- سينتيا صالحة
- لانا عبد ربه
- صابرين اللوزي
- Leila Maknoun

هدف
- كنزة حجار
- إيمان مروش
- مدينة رمضاني
- ياسمين أبو الجود
- سامية آدم
- Asmaa Gomaa
- Sara Essam Mohamed
- Dana Nadda
- نهى صادق
- منار سالم
- سمر الزيات
- آية المجالي
- لونا المصري
- شهيناز جبرين
- كريستي معلوف
- Rawan Abdelmoneim
- Rayan Ragab
- Rimel Aboud
- غادة عيادي
- احلام حطاب  [لغات أخرى]‏
- Yassmine Jemaii
- وفاء مسعود
- سامية عوني

### الترتيب النهائي
وفق الإحصائية المتفق عليها في كرة القدم، يتم احتساب المباريات التي يتم تحديدها في الوقت الإضافي على أنها فوز وخسارة، بينما يتم احتساب المباريات التي يتم تحديدها بركلات الترجيح على أنها تعادلات.
| مركز                     | فريق    | المجموعة | لعب | ف | ت | خ | نقاط | أ.له | أ.ع | ف.أ |
| ------------------------ | ------- | -------- | --- | - | - | - | ---- | ---- | --- | --- |
| 1                        | الأردن  | الثانية  | 4   | 3 | 0 | 1 | 9    | 11   | 6   | +5  |
| 2                        | تونس    | الاولى   | 5   | 1 | 3 | 1 | 6    | 16   | 6   | +10 |
| خرج من الدور نصف النهائي |         |          |     |   |   |   |      |      |     |     |
| 3                        | الجزائر | الثانية  | 3   | 2 | 1 | 0 | 7    | 9    | 4   | +5  |
| 3                        | مصر (H) | الاولى   | 4   | 2 | 1 | 1 | 7    | 18   | 7   | +11 |
| خرج من دور المجموعات     |         |          |     |   |   |   |      |      |     |     |
| 5                        | لبنان   | الاولى   | 3   | 1 | 1 | 1 | 4    | 5    | 5   | 0   |
| 6                        | فلسطين  | الثانية  | 2   | 0 | 0 | 2 | 0    | 2    | 8   | -6  |
| 7                        | السودان | الاولى   | 3   | 0 | 0 | 3 | 0    | 2    | 27  | -25 |

## البث التلفازي
ومن مرحلة خروج المغلوب تمت تغطية المنافسة من خلال قناة أون تايم سبورتس المصرية. 
| إِقلِيم | قناة            |
| ----- | --------------- |
| مصر   | اون تايم سبورتس |

## أنظر أيضا
- كأس العرب 2021
- كأس العرب تحت 20 سنة 2021
- كأس العرب تحت 17 سنة 2021

## روابط خارجية
- كأس العرب لكرة القدم للسيدات 2021